# Staatsrecht (Schweiz)
Als Staatsrecht bezeichnet man in der Schweiz ein Teilgebiet des öffentlichen Rechts.
Das Bundesstaatsrecht umfasst die Bundesverfassung, die Grundrechte, das Verhältnis zwischen Bund und Kantonen, Aufgaben und Arbeitsweise der Bundesbehörden, das Verfahren der Rechtsetzung auf Bundesebene, die politischen Rechte der Bürger, die verfassungsgestaltenden Grundentscheidungen (Demokratie, Rechtsstaat, Sozialstaat, Bundesstaat) und die Verfassungsgerichtsbarkeit.
Das kantonale Staatsrecht umfasst die unmittelbaren Staatlichkeitsindizien der Kantone wie die eigenständige Ausübung der Hoheitsgewalt, die Kantonsverfassungen, das Verhältnis zwischen Kanton und politischen Gemeinden, die Organisation, die Aufgaben und die Arbeitsweise der kantonalen und kommunalen Behörden, das Verfahren der kantonalen Rechtsetzung, die Bürger- und Volksrechte auf kantonaler und kommunaler Ebene (Wahlrecht, Initiative, Referendum), die Finanzautonomie und das Verhältnis zwischen Staat und Kirche.

## Kompetenzverteilung zwischen Bund und Kantonen
Die Festlegung der Kompetenzverteilung geschieht in der Bundesverfassung. Die Kompetenzen der Kantone können durch die Bundesverfassung beschränkt werden (Art. 3 BV). Der Bund erfüllt die Aufgaben, die ihm die Bundesverfassung zuweist (Art. 42 Abs. 1 BV). Die Kantone besitzen eine subsidiäre Generalkompetenz. Jede Kompetenz, die nicht dem Bund zugewiesen ist, fällt den Kantonen zu (Art. 3 BV). In den Art. 54–125 und 128–135 BV werden die Aufgaben des Bundes aufgelistet. Aufgrund des Grundsatzes der Subsidiarität (Art. 43a BV) soll der Bund nur diejenigen Aufgaben haben, die die Kraft der Kantone übersteigen oder die einer gesamtschweizerischen Regelung bedürfen. Auch bei der Ausübung der Bundeskompetenzen ist der Grundsatz der Subsidiarität zu beachten.